# Kanton Écury-sur-Coole
Der Kanton Écury-sur-Coole war von 1790 bis 2015 ein französischer Kanton im Arrondissement Châlons-en-Champagne im Département Marne und in der Region Champagne-Ardenne; sein Hauptort war Écury-sur-Coole.
Der Kanton Écury-sur-Coole war 417,99 km² groß und hatte (1999) 6.757 Einwohner, was einer Bevölkerungsdichte von 16 Einwohnern pro km² entsprach.

## Gemeinden
Der Kanton bestand aus 26 Gemeinden:
| Gemeinde                | Einwohner Jahr | Fläche km² | Bevölkerungsdichte | Code INSEE | Postleitzahl |
| ----------------------- | -------------- | ---------- | ------------------ | ---------- | ------------ |
| Athis                   | 841 (2013)     | –          | – Einw./km²        | 51018      | 51150        |
| Aulnay-sur-Marne        | 241 (2013)     | –          | – Einw./km²        | 51023      | 51150        |
| Breuvery-sur-Coole      | 215 (2013)     | –          | – Einw./km²        | 51087      | 51240        |
| Bussy-Lettrée           | 331 (2013)     | –          | – Einw./km²        | 51099      | 51320        |
| Cernon                  | 130 (2013)     | –          | – Einw./km²        | 51106      | 51240        |
| Champigneul-Champagne   | 312 (2013)     | –          | – Einw./km²        | 51117      | 51150        |
| Cheniers                | 121 (2013)     | –          | – Einw./km²        | 51146      | 51510        |
| Cheppes-la-Prairie      | 174 (2013)     | –          | – Einw./km²        | 51148      | 51240        |
| Cherville               | 79 (2013)      | –          | – Einw./km²        | 51150      | 51510        |
| Coupetz                 | 77 (2013)      | –          | – Einw./km²        | 51178      | 51240        |
| Écury-sur-Coole         | 470 (2013)     | –          | – Einw./km²        | 51227      | 51240        |
| Faux-Vésigneul          | 243 (2013)     | –          | – Einw./km²        | 51244      | 51320        |
| Jâlons                  | 572 (2013)     | –          | – Einw./km²        | 51303      | 51150        |
| Mairy-sur-Marne         | 554 (2013)     | –          | – Einw./km²        | 51339      | 51240        |
| Matougues               | 656 (2013)     | –          | – Einw./km²        | 51357      | 51510        |
| Nuisement-sur-Coole     | 337 (2013)     | –          | – Einw./km²        | 51409      | 51240        |
| Saint-Martin-aux-Champs | 92 (2013)      | –          | – Einw./km²        | 51502      | 51240        |
| Saint-Pierre            | 286 (2013)     | –          | – Einw./km²        | 51509      | 51510        |
| Saint-Quentin-sur-Coole | 73 (2013)      | –          | – Einw./km²        | 51512      | 51240        |
| Sogny-aux-Moulins       | 121 (2013)     | –          | – Einw./km²        | 51538      | 51520        |
| Soudron                 | 311 (2013)     | –          | – Einw./km²        | 51556      | 51320        |
| Thibie                  | 281 (2013)     | –          | – Einw./km²        | 51566      | 51510        |
| Togny-aux-Bœufs         | 131 (2013)     | –          | – Einw./km²        | 51574      | 51240        |
| Vatry                   | 123 (2013)     | –          | – Einw./km²        | 51595      | 51320        |
| Villers-le-Château      | 245 (2013)     | –          | – Einw./km²        | 51634      | 51510        |
| Vitry-la-Ville          | 359 (2013)     | –          | – Einw./km²        | 51648      | 51240        |

## Bevölkerungsentwicklung
| 1962 | 1968 | 1975 | 1982 | 1990 | 1999 | 2012 |
| ---- | ---- | ---- | ---- | ---- | ---- | ---- |
| 4841 | 5393 | 5553 | 6397 | 6728 | 6757 | 7366 |